# Architecture futuriste

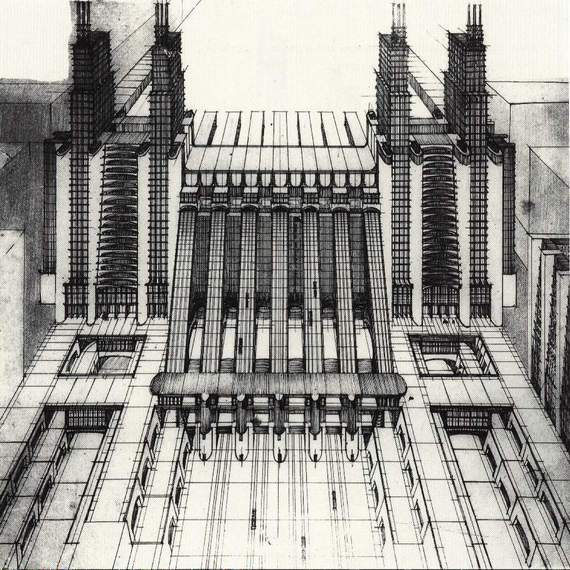
Dessins perspectifs de La Citta Nuova de Sant'Elia en 1914.

L'architecture futuriste désigne deux types d'architectures bien différents : historiquement c'est un style et une pensée architecturale appartenant à la mouvance futuriste italienne allant de 1910 jusqu'à la fin de l'ère mussolinienne, mais dans une acception plus générale, c'est un design architectural du XXe siècle et du XIXe siècle dont l'inspiration rappelle des éléments de science-fiction ou des engins spatiaux, sans former une école ou une pensée spécifique.

## Histoire de l'architecture futuriste
L'architecture futuriste prit d'abord forme au début du XXe siècle comme une architecture anti-historique et caractérisée par de longues lignes horizontales suggérant la vitesse, le mouvement et l'urgence. La technologie, mais aussi la violence, furent des thèmes importants du futurisme. Le mouvement fut fondé par le poète Filippo Tommaso Marinetti qui écrivit son premier manifeste, le Manifeste du futurisme en 1909. Le mouvement attira non seulement les poètes, musiciens et artistes en tout genre (comme Umberto Boccioni, Giacomo Balla, Fortunato Depero ou Enrico Prampolini), mais aussi un nombre important d'architectes. Le premier manifeste de l’architecture futuriste fut écrit par Boccioni, mais il demeura inédit. Le groupe accueillit ensuite Antonio Sant'Elia qui, bien qu'ayant peu construit, transcrivit la vision futuriste en un projet urbain audacieux.
Dans les années 1930, Angiolo Mazzoni rejoignit le mouvement futuriste et, grâce à ses relations, l'amena à devenir un style institutionnel de l'Italie fasciste. Il contribua à une synthèse de l'architecture futuriste avec une grandiloquence d'inspiration classique pour former ce qui allait s'appeler l'Architecture fasciste.

## Le futurisme d'après-guerre
Après la Seconde Guerre mondiale, le futurisme, considérablement affaibli, se redéfinit à la faveur de l'engouement envers l'ère spatiale, la culture de la voiture et du plastique[réf. nécessaire]. Par exemple, on retrouve cette tendance dans l'architecture des Googies pendant les années 1950 en Californie. Le futurisme dans ce cas n'est plus un style, mais une approche architecturale assez libre et décomplexée, c'est pourquoi elle a été réinterprétée et transformée par les générations d'architectes des décennies suivantes, mais en général on retrouve des formes étonnantes aux lignes dynamiques et très contrastées[Lesquelles ?], ainsi que l'utilisation de matériaux technologiquement avancés.
Le néo-futurisme fut lancé du début des années 1960 par les architectes finlandais Eero Saarinen, et Alvar Aalto, les architectes américains Adrian Wilson et Charles Luckman, et les architectes danois Henning Larsen et Jørn Utzon. Il fut nommé plus tard par l'architecte français Denis Laming. Il a conçu et réalisé l'ensemble des bâtiments du Parc du Futuroscope dont le Kinemax qui est le bâtiment phare.

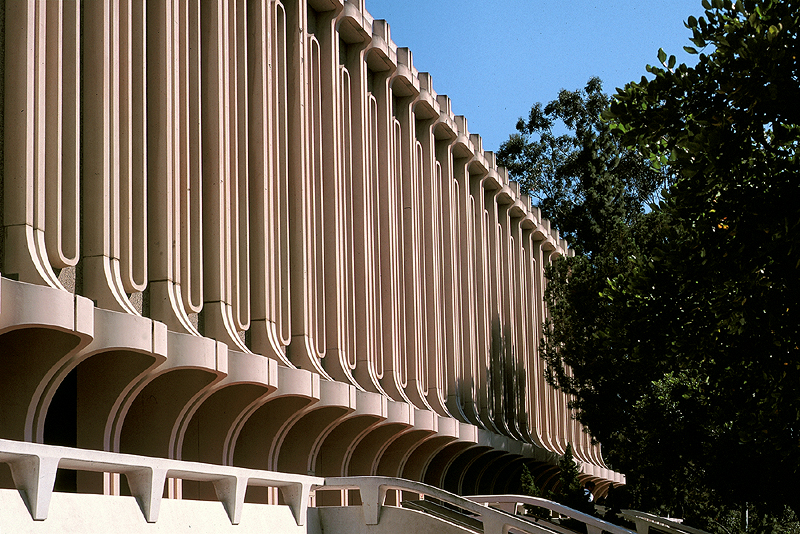
Bibliothèque, université de Californie à Irvine (William Pereira, 1965)
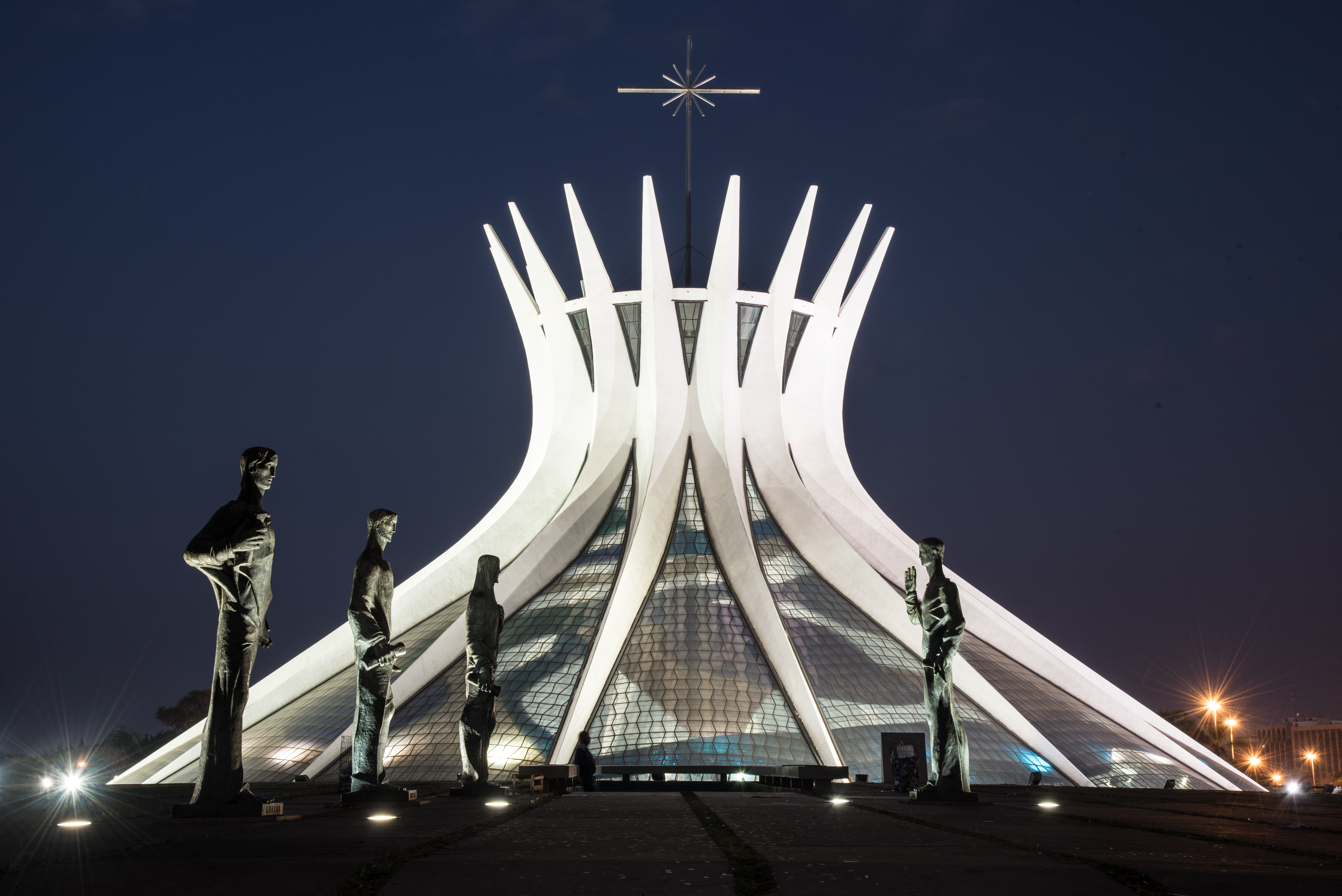
Cathédrale de Brasilia (Oscar Niemeyer, 1960)
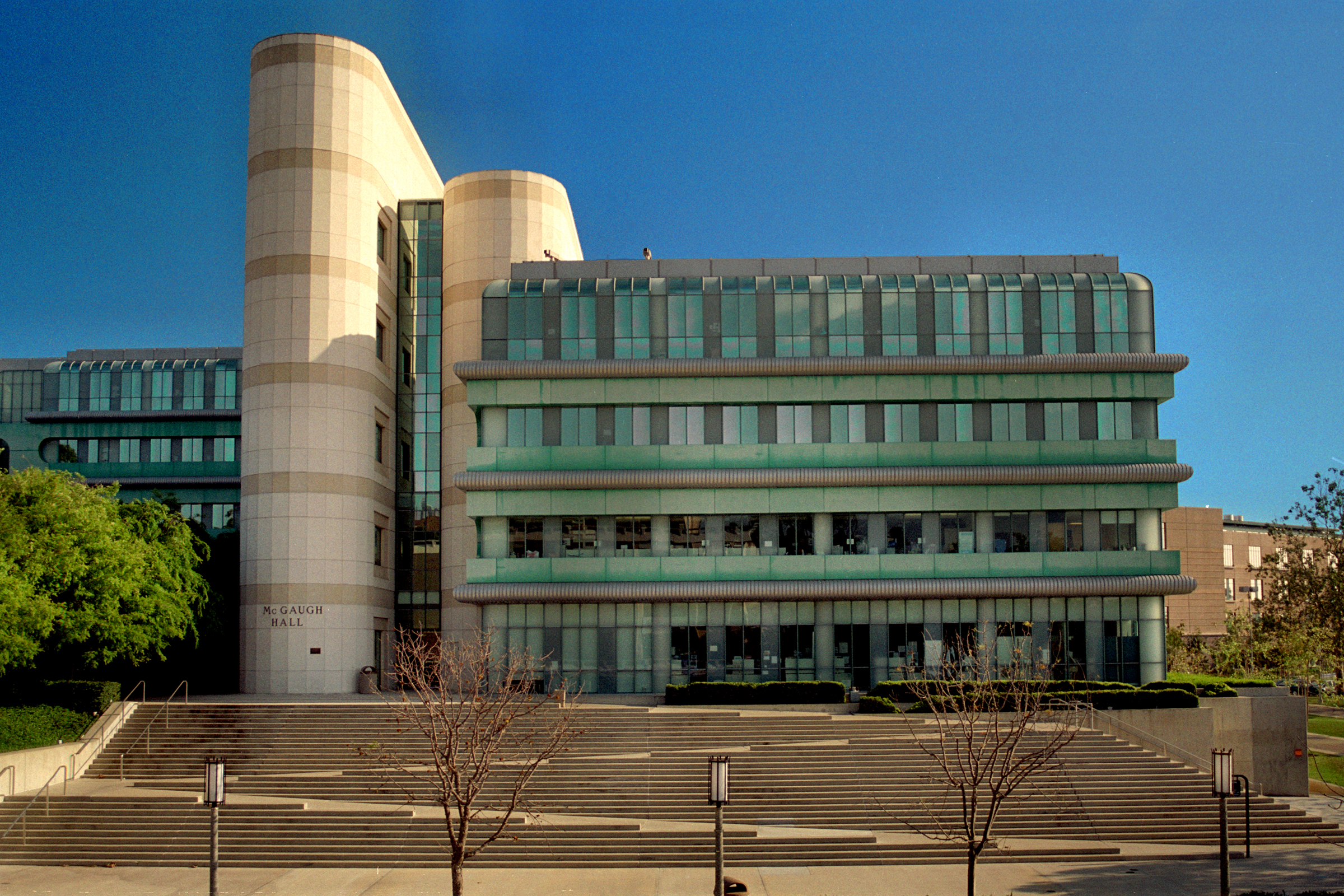
Hall McGaugh, université de Californie à Irvine (Arthur Erickson, 1991)
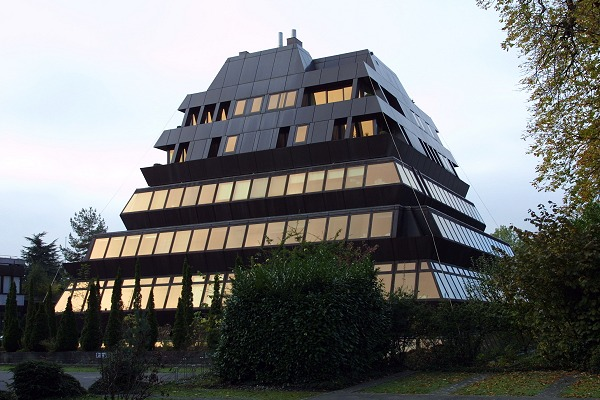
Ferrohouse à Zurich (Justus Dahinden, 1970)
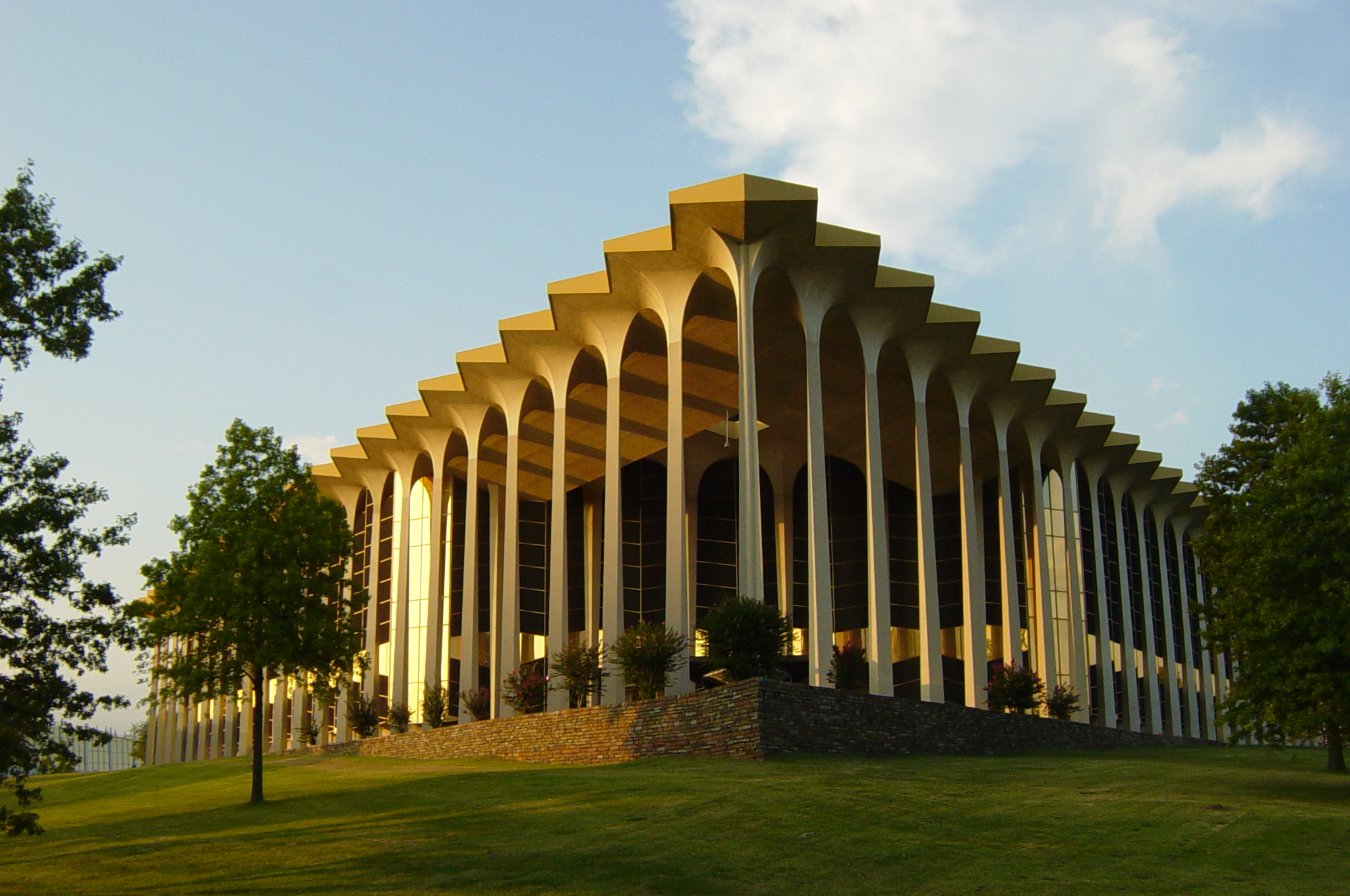
Bibliothèque, université Oral Roberts, (Frank Wallace, 1963)

## Architectes d'après-guerre ayant des tendances futuristes
Dans la littérature populaire, le terme futuriste est souvent utilisé sans grande précision pour décrire une architecture qui aurait l'aspect de celle de l'ère spatiale telle qu'elle est décrite dans les œuvres de science-fiction. Aujourd'hui on la confond parfois avec la blob architecture. L'utilisation courante et assez vague du terme futurisme — qui a rarement des implications politiques — doit être bien différenciée du mouvement Futuriste des années 1910-20.
- Le Corbusier
- Denis Laming
- César Pelli
- Santiago Calatrava
- Archigram
- Louis Armet
- Welton Becket
- Arthur Erickson
- Future Systems
- Zaha Hadid
- John Lautner
- Virgilio Marchi
- Wayne McAllister
- Oscar Niemeyer
- William Pereira
- Tadao Ando
- Patricio Pouchulu
- Eero Saarinen

## Exemples d'architecture futuriste d'après-guerre

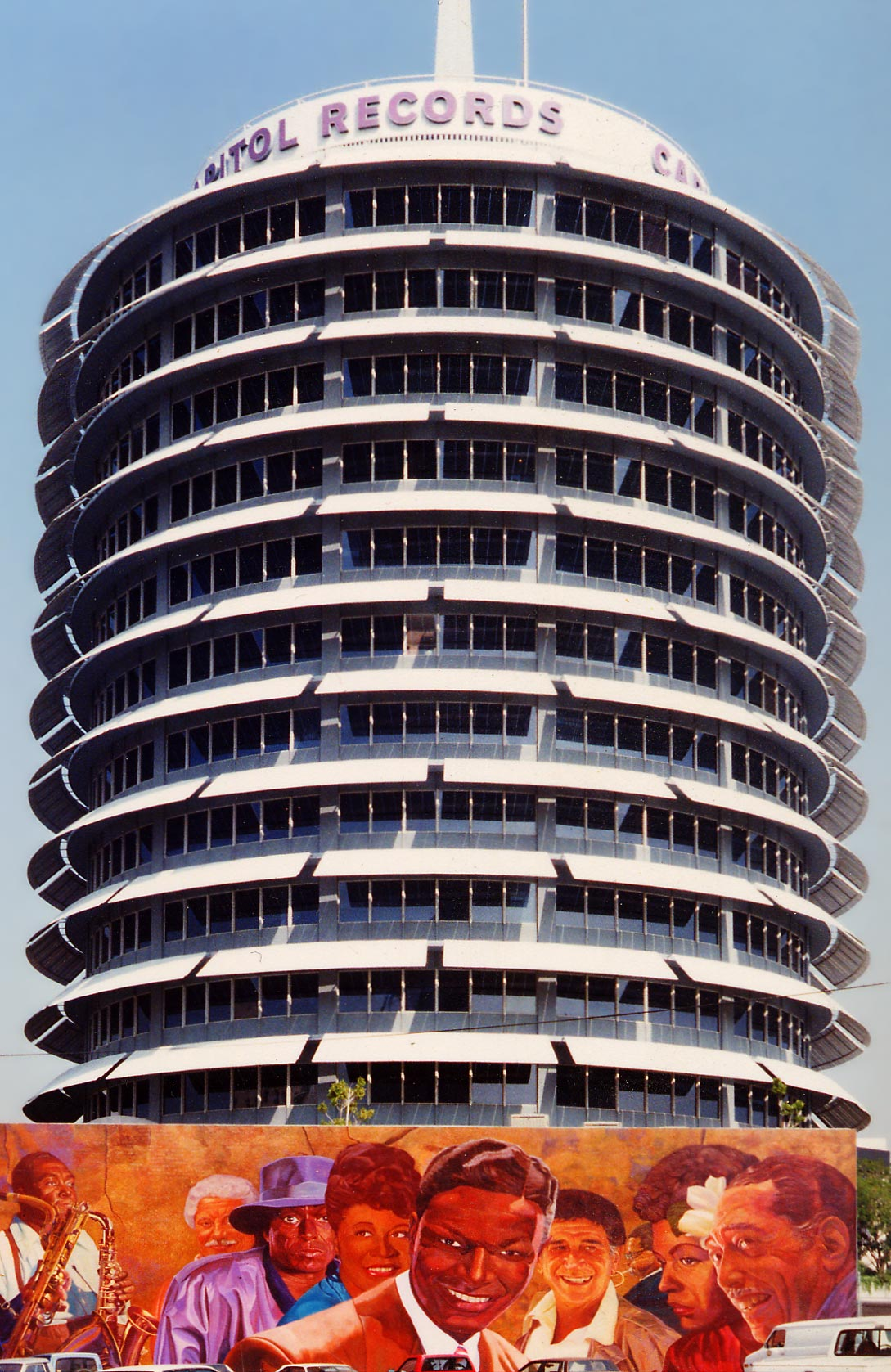
Bâtiment du Capitol Records à Hollywood en Californie (Welton Becket, 1956)

- Tomorrowland de Disneyland à Anaheim, tentative d'imaginer une architecture d'anticipation.
- L'immeuble de Capitol Records à Los Angeles (Welton Becket, 1956)
- Dakin Building à Brisbane en Californie (Theodore Brown, 1986)
- L'Epcot Center de Walt Disney World Resort, Floride
- Space Needle à Seattle (Victor Steinbrueck, 1963)
- Theme Building dans l'aéroport international de Los Angeles (James Langenheim, 1961)
- Bâtiment du Fiat Tagliero à Asmara en Érythrée (Giuseppe Pettazzi, 1938)
- Bâtiment de l'université d'État de Californie de Fullerton (Howard van Heuklyn, 1967-1972)
- Perle de l'Orient à Shanghai (Jia Huan Sheng, 1995)
- Transamerica Pyramid à San Francisco (William Pereira, 1974)
- L'hôtel Burj-Al-Arab à Dubaï (Thomas Wright, 1999)
- L'hôtel Westin Bonaventure à Los Angeles (John Portman, 1976)
- Empire State Plaza à Albany dans l'État de New York (Wallace Harrison, 1965-1978)
- Université Oral Roberts (Frank Wallace, 1963)
- Bâtiments du district fédéral de Brasilia au Brésil (Oscar Niemeyer, 1960)
- The Illinois, Chicago (Frank Lloyd Wright, 1956) Ce gratte-ciel d'un mile de haut était considéré comme réalisable, mais ne fut cependant pas construit.
- TWA Flight Center de l'aéroport international Kennedy à New York (Eero Saarinen, 1962)
- Pyramide du Louvre à Paris (Ieoh Ming Pei, 1989)
- Tour CN, Toronto
- Le terminal Jeppesen de l'aéroport international de Denver dans le Colorado
- Pavillon américain de l'Expo 67 à Montréal (Buckminster Fuller, 1967)